# 鱗杯喉盤魚
鱗杯喉盤魚（學名：Lepadicyathus mendeleevi），為輻鰭魚綱喉盤魚目喉盤魚科的其中一種，於2005年由阿爾喬姆·米哈伊洛維奇·普羅科菲耶夫（Artem Mikhailovich Prokofiev）描述，其樣本採集於巴布亞紐幾內亞馬當省邦古村附近，採集自「德米特里·門捷列夫號」（Dmitrii Mendeleev）科考船。該船以俄國化學家德米特里·門捷列夫（1834-1907）的名字命名，他是公認的元素週期表的創始人。分布於西太平洋巴布亞紐幾內亞海域，深度0至3公尺，本魚體延長，前部平扁，後部側扁，體不被鱗，覆有粘液層，身體上側線不明顯，腹鰭喉位，與周圍的皮褶特化成一吸盤，皮膚裸露，頭部與身體表面覆蓋有密集的斜排條紋，由微小結節組成，背鰭軟條11-12枚、臀鰭軟條10枚，體長可達1.5公分，屬底棲性魚類，生活習性不明。